# 티아라

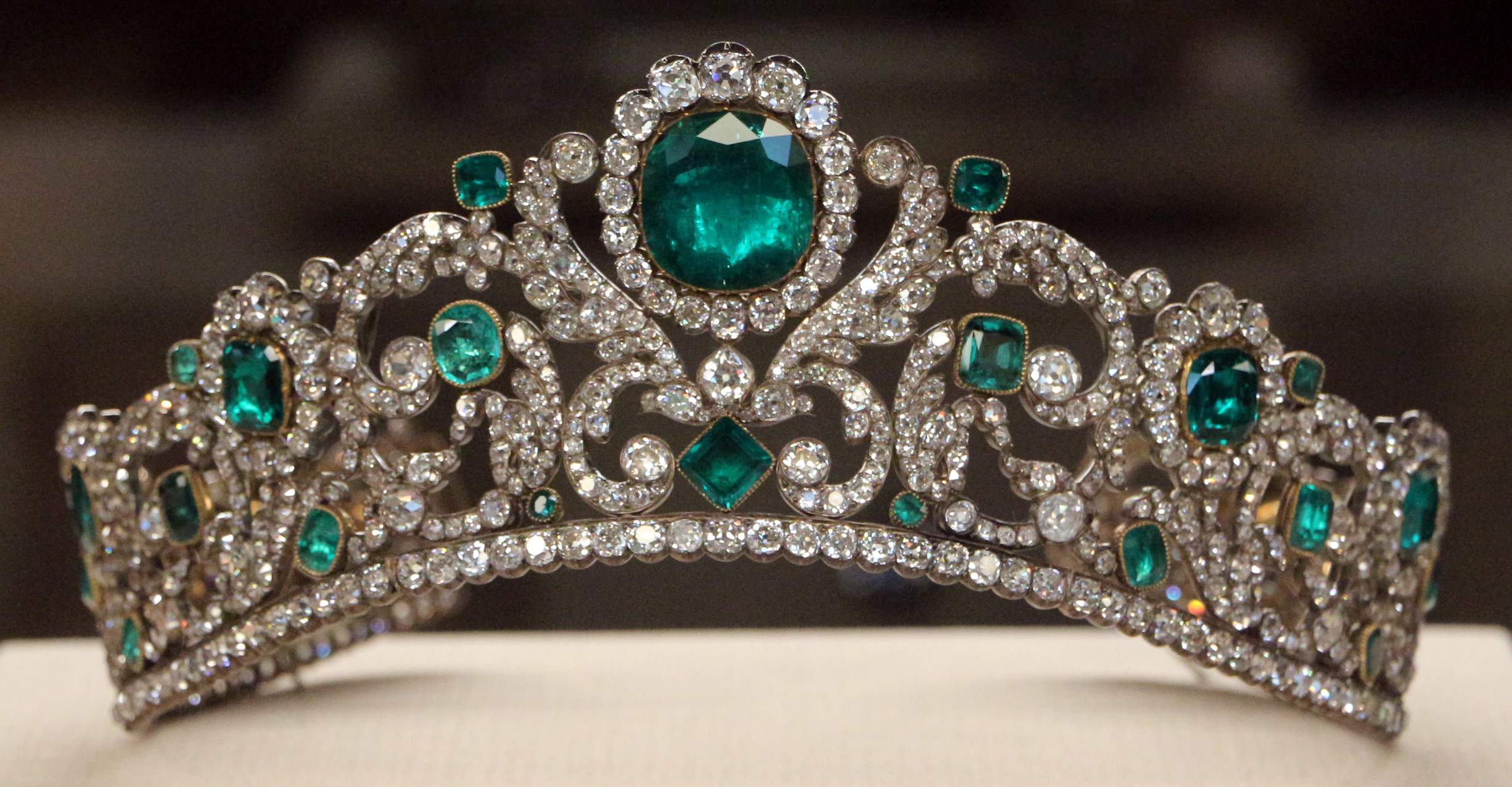
앙굴렘 공작부인의 티아라(1814년) - 루브르 박물관 소장.

티아라(라틴어: tiara)는 관의 일종으로, 원래는 교황관을 부르는 라틴어 낱말로 쓰였다. 하지만 오늘날에는 보석으로 장식된 반원형 띠로 된 관을 부르는 말로 쓰인다.

## 같이 보기
- 소관
- 관 (쓰개)
- 다이아뎀
- 머리띠
- 월계관
- 양파두
- 교황관